# Tillandsia gardneri
Tillandsia gardneri es una especie de planta epífita dentro del género  Tillandsia, perteneciente a la  familia de las bromeliáceas. Es originaria de Trinidad & Tobago, Colombia, este de Brasil (hasta Rio Grande do Sul) y Venezuela

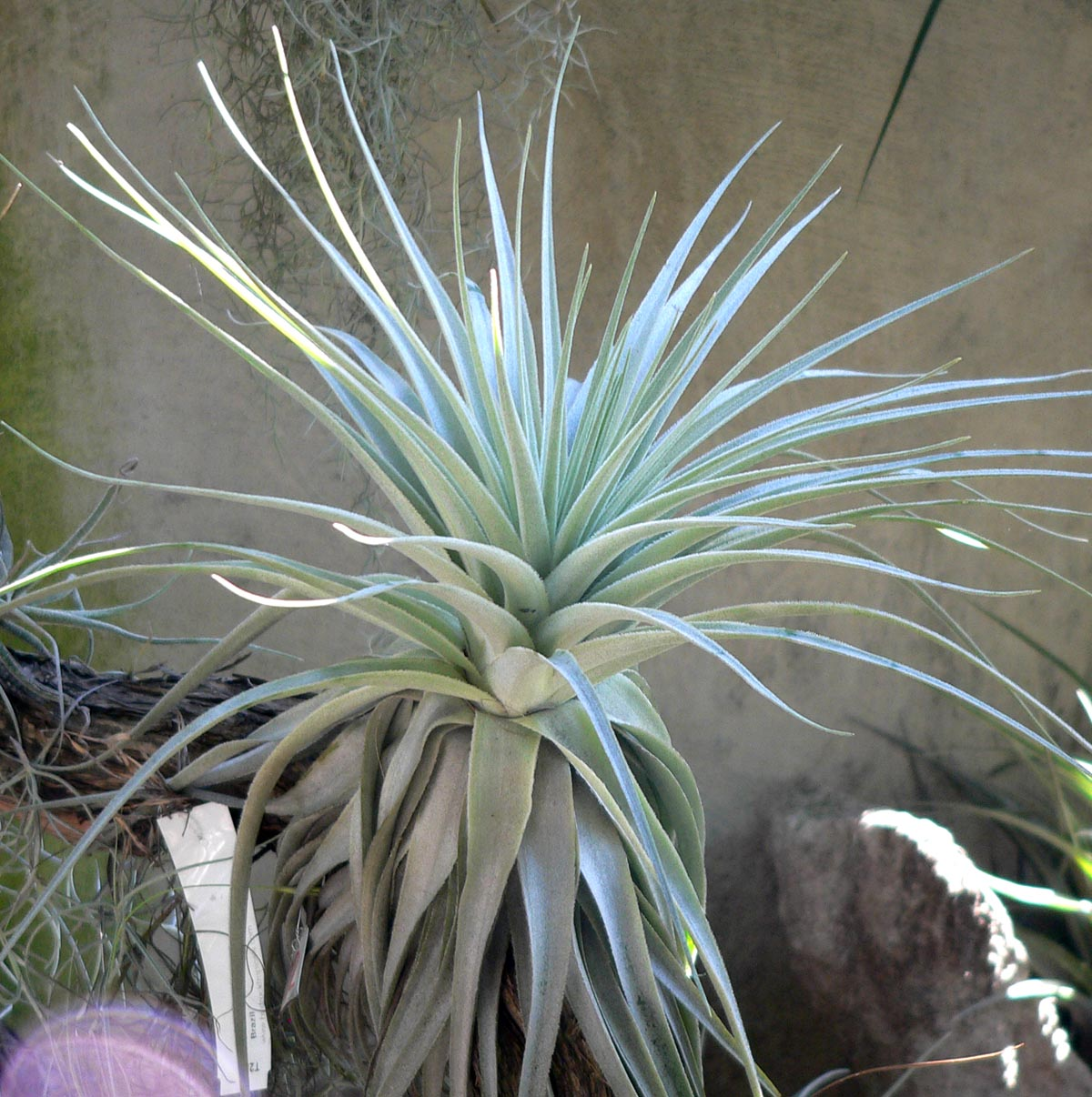
Vista de la planta

## Cultivares
- Tillandsia 'Feather Duster'[5]
- Tillandsia 'Gardicta'[5]
- Tillandsia 'Quicksilver'[5]
- Tillandsia 'Tropic Skye'[5]

## Taxonomía
Tillandsia gardneri fue descrita por John Lindley y publicado en Edwards's Botanical Register 28: t. 63. 1842.
Etimología
Tillandsia: nombre genérico que fue nombrado por Carlos Linneo en 1738 en honor al médico y botánico finlandés Dr. Elias Tillandz (originalmente Tillander) (1640-1693).
gardneri: epíteto otorgado en honor del botánico George Gardner.
Sinonimia
- Anoplophytum incanum E.Morren ex C.Morren
- Anoplophytum rollissonii E.Morren ex C.Morren
- Tillandsia cambuquirensis Silveira
- Tillandsia fluminensis Mez
- Tillandsia gardneri var. cabofrioensis W.Weber & Ehlers
- Tillandsia gardneri var. rupicola E.Pereira
- Tillandsia gardneri var. virescens E.Pereira
- Tillandsia regnellii Mez
- Tillandsia venusta Silveira[7][8]